# Pigebørn (film fra 1994)
 For alternative betydninger, se Pigebørn. (Se også artikler, som begynder med Pigebørn)
Pigebørn (engelsk originaltitel:	Little Women er en amerikansk teenagedrama og historisk fiktion fra 1994, instrueret af Gillian Armstrong. Manuskriptet af Robin Swicord er baseret på Louisa May Alcotts to-binds roman Little Women fra 1868-69, og den femte spillefilmsversion af den klassiske historie. Efter en forpremiere den 25. december 1994 blev filmen udgivet i hele landet fire dage senere af Columbia Pictures.
Filmen modtog tre Oscarnomineringer for bedste skuespillerinde (Ryder), bedste kostumedesign og bedste originalmusik. Den blev efterfulgt af Little Men i 1998.